# Suhpalacsa subcostalis
Suhpalacsa subcostalis är en insektsart som beskrevs av Navás 1912. Suhpalacsa subcostalis ingår i släktet Suhpalacsa och familjen fjärilsländor. Inga underarter finns listade i Catalogue of Life.